# Мелидони (пещера)
Мелидо́ни (греч. Σπήλαιο Mελιδoνίoυ), известная под местным названием Геро́спилос или Геронто́спилос (Γερόσπηλιος ή Γεροντόσπηλιος «пещера старца») — пещера в Греции на Крите. Находится в 28 километрах к востоку от Ретимнона, в общине (диме) Милопотамос в периферийной единице Ретимни в периферии Крит. Упоминается в древней мифологии и имеет археологический интерес. Связана с героическим и, одновременно, трагическим эпизодом Греческой революции.

## История
Пещера находится в 1800 метрах от села Мелидонион на высоте 220 метров. В 1928 году в пещере найдены орудия эпохи позднего неолита. В среднеминойский период (2100—1600-е годы до н. э.) пещера использовалась как святилище женского божества, в 1940 году здесь найден бронзовый топор этого периода. В древности пещера служила местом поклонения медному великану Талосу. Согласно мифологии, Талоса выковал Гефест и подарил Зевс царю Миносу, для охраны Крита. Затем здесь поклонялись «Талосскому Гермесу» («Ταλαίος Ερμής») или «Талосскому Зевсу» («Ταλαίος Δίας»). В римский период пещера служила местом поклонения Меркурию. Пещера являлась важным святилищем, поскольку находилась между тремя большими древними городами: Аксос (Αξός), Элефтерна и Гривилон (Γριβίλων).
Многие из археологических находок хранятся в Археологическом музее Ретимнона.

## Холокост Героспилоса
Во время Греческой революции, в августе 1823 года, 3 тысячи критских повстанцев сразились с 12 тысячами турок и критских мусульман Хусейн-бея у Амурьелес (Αμουργέλες). Повстанцы потерпели поражение, оставив на поле боя 150 человек убитыми. Хусейн, сжигая сёла на своём пути, вернулся в Ираклион. В октябре он двинулся к Ретимнон и решил расположиться в Мелидони. При его приближении, гражданское население укрылось в близлежащей пещере. Узнав что там укрылись 370 женщин и детей, под защитой 30 вооружённых, Хусейн обложил вход в пещеру. Зная об ожидаемой участи женщин и детей, немногочисленные защитники отчаянно сопротивлялись. «В течение 3-х месяцев Хусейн осаждал пещеру, обстреливая вход из орудий и предпринимая атаки, одну за другой».
Защитники не сдавались. В начале января 1824 года турки пробили отверстие над пещерой и стали сбрасывать туда «зловонные материалы». В дополнение к этому, при благоприятном для них ветре, турки развели костры у входа в пещеру, нагоняя туда дым.
Никто из осаждённых защитников, женщин и детей не вышел из пещеры. Все предпочли смерть от удушья, нежели муки и бесчестье.
Немецкий историк Карл Мендельсон-Бартольди (Carl Mendelssohn Bartholdy, 1838—1897) в своей «Истории Греции с 1453 по 1874 год» (Geschichte Griechenlands von der Eroberung Konstantinopels durch die Türken im Jahre 1453 bis auf unsere Tage) писал:
«Когда греки, после больших перипетий, отвоевали Мелидони и пещеру, душераздирающей была сцена, когда они увидели здесь кости своих близких. Над сломанными и обугленными останками, они дали страшную клятву отомстить неверным варварам».
Через 43 года, в 1867 году, Г. Пападопетракис, член революционного совета Крита тех лет, посетив пещеру писал: «их черепа были сложены пирамидой внутри этой страшной пещеры».

## Сегодня
Дорога от Мелидони ведёт к церкви Благовещение Пресвятой Богородицы, построенной перед пещерой в честь жертв 1824 года.
Геологию и климат пещеры исследовали Г. Маринос и В. Кирьязопулос в 1939 году.
В 1964 году пещера была подробно исследована и отражена на картах президентом Греческого спелеологического общества, Анной Петрохилу.
Центральный «Зал Героев» имеет размеры 44×55×10—25 метров. Между сталактитами и сталагмитами здесь находится маленький оссуарий погибших в 1824 году.
От этого зала идут два ответвления. Большее направлено к востоку и имеет длину в 30 метров. Меньшее имеет северное направление и заканчивается «бездной Петрохилос».